# Solo (1972)
Solo ist ein US-amerikanischer Kurz-Bergfilm von Mike Hoover aus dem Jahr 1972.

## Handlung
Der Film zeigt Mike Hoover bei einer Solo-Bergbesteigung. Während des Aufstiegs entlang eines Wasserfalls findet Hoover in einer Felsspalte einen Frosch, den er an sich nimmt. Der Aufstieg erweist sich vor allem an Überhängen als schwierig, so löst sich plötzlich ein eingeschlagener Felshaken und Mike Hoover fällt ein Stück in die Tiefe und schlägt am Fels auf. Seine Nase blutet, doch hat er sich sonst nicht verletzt. Er erreicht schließlich, nach einer Kletterphase durch Schnee und Eis, den Berggipfel. Er lässt den Blick ins Tal auf sich wirken und seilt sich schließlich wieder ab. Zurück im Tal lässt er den Frosch in einem Bachlauf frei.

## Produktion
Solo war das erste Filmprojekt des Bergsteigers Mike Hoover. Im den Film begleitenden Making-of Solo – Behind the Scenes aus dem Jahr 1973 berichtete Hoover von den Dreharbeiten. Für den Film kletterte er an seinen Lieblingsplätzen; die Szenen wurden schließlich zusammengeschnitten, um einen einzelnen Aufstieg zu ergeben. Besondere Schwierigkeiten bereitete der in den Film integrierte Sturz Hoovers, der drei Mal gedreht werden musste. Bei der gelungenen dritten Aufnahme verlor Hoover jedoch seine rote Strickmütze, sodass eine Extraszene eingefügt und gedreht werden musste, in der Hoover die Mütze von einem entfernten Fels zurückholt.
Der Film erschien 1972. Er war Teil des Kompilationsfilms Shhh aus dem Jahr 1975. Im Jahr 2007 kam der Film mit dem Making-of Solo – Behind the Scenes auf DVD heraus.

## Auszeichnungen
Solo wurde 1973 für einen Oscar in der Kategorie Bester Kurzfilm nominiert.